# Lee (Florida)
Lee è una cittadina degli Stati Uniti d'America, situata in Florida, nella Contea di Madison.